# Кирки (дем Дедеагач)
Вижте пояснителната страница за други значения на Кирки.
Кирки или Кърка (на гръцки: Κίρκη, Кирки) е село в Западна Тракия, Гърция в дем Дедеагач със 116 жители (2001).

## География
Селото е разположено в между планините Овчарица (Цопан) от юг и Пеперуда (Вуна Евру) от север.

## История
Христо Караманджуков пише за Кърка:
| „ | Жителите път на с. Кърка, втора гара след Бадама по линията Дедеагач – Солун, представляваха, една, как да кажем, преходна денационализирана формация, един вид народностента окаменелост, по която силно и остро личаха български черти в бита и живота, един много интересен случай, какъвто едва ли имаме другаде по българските земи. У къркавци българското съзнание, например, бе потъмнено. Повече се чувстваха като гърци, отколкото българи, макар песните им – хороводни, обичайни, обредни и пр., да бяха чисто български. Също така български бяха облеклата и носиите им – мъжки и женски, а и нравите им бяха точ в точ еднакви с тия, що пазяха българите от околните села. Не по-малко български бяха и техните обичаи. В това отношение само езикът им правеше известно изключение. Той бе силно примесен с гръцки, и с турски думи. „Невеста, парто (вземи) наджака (малка брадвичка) напаени (да отидем) да насечем дърва“, говореха селяните от с. Кърка. | “ |